# Klewang-Ladeng
Das Klewang-Ladeng (auch Klewang-Ladieng, Ladieng, Ladeeng, Roedoes Lentik, Rudus Lenti, Sonagang-Klewang) ist ein Schwert aus Sumatra.

## Beschreibung
Das Klewang-Ladeng hat eine leicht gebogene, einschneidige Klinge. Die Klinge wird vom Heft zum Ort breiter. Sie ist leicht gebogen, hat weder Mittelgrat noch Hohlschliff und ist am Ort abgerundet. Viele der Klingen wurden aus Damaszener Stahl hergestellt. Die Linien im Stahl werden von den Einwohnern von Aceh „kuree“ genannt, von den Einwohnern von Gayo und Alas „kure“. Das Heft hat kein Parier, ist aus Holz und mit traditionellen Schnitzereien verziert. Es gibt das Klewang-Ladeng in verschiedenen Ausführungen, die sich in Klingen- und Heftform unterscheiden. In Aceh wird er als „Ladieng“ bezeichnet, in Gayo und Alas „Rudus Lenti“. Er wird von Ethnien in Sumatra benutzt. Das Klewang-Ladeng ist eine Version des Klewang.